# السرب 253 (إسرائيل)
تشكل السرب 253 التابع للقوات الجوية الإسرائيلية، المعروف أيضاً باسم سرب النقب (بالعبرية: טייסת הנגב)، في يوليو 1976. كان السرب يُحلق بطائرات داسو ميراج الثالثة ونيشر. ويُحلق حالياً بطائرات إف-16 آي (صوفا) في قاعدة رامون الجوية.
في 21 مارس 2018، أعلنت الحكومة الإسرائيلية رسمياً أن السرب 253، إلى جانب السربين 69 و119، شاركوا في عملية خارج الصندوق بنجاح في 6 سبتمبر 2007.

## معرض الصور

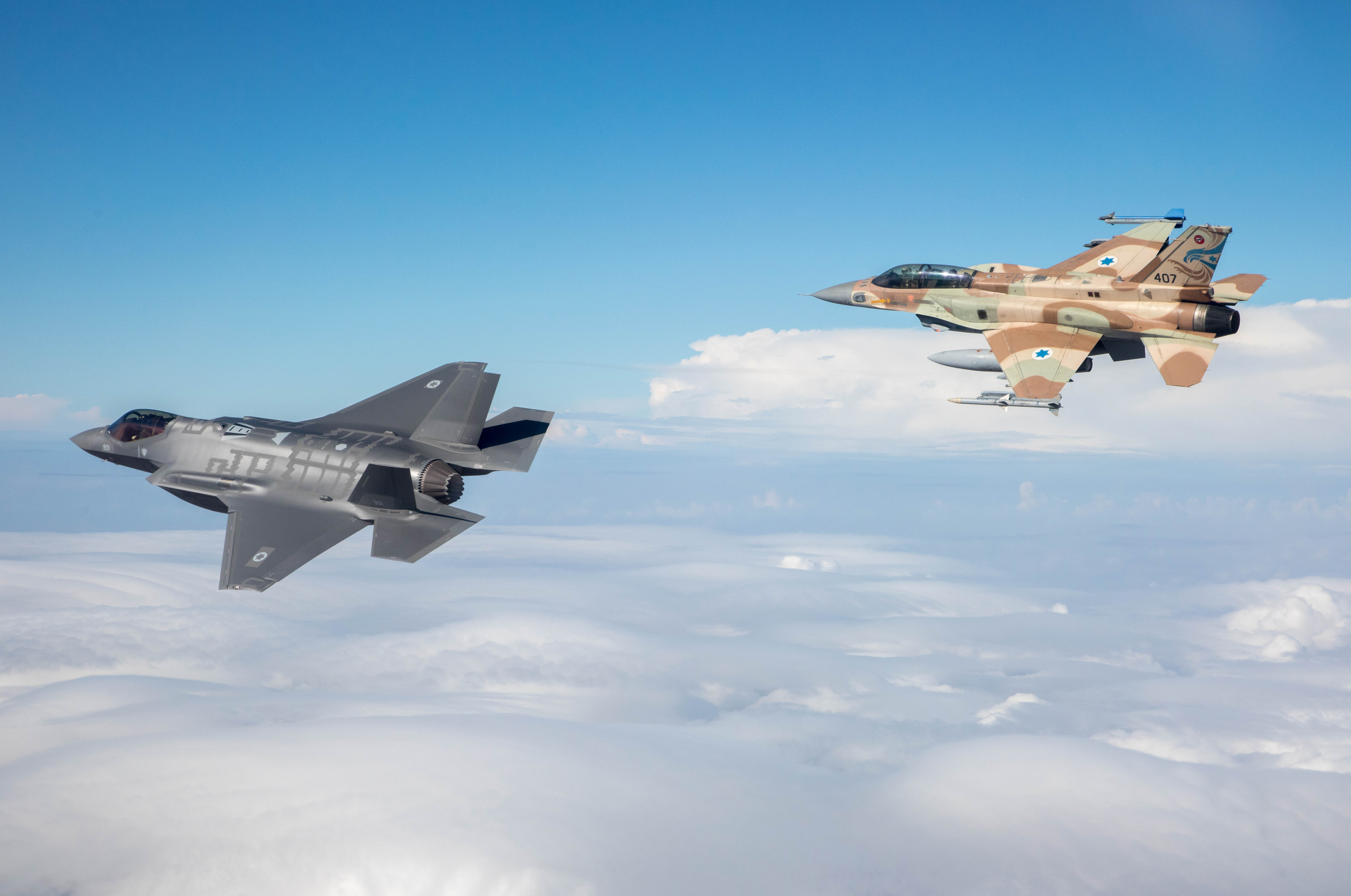
إف-16 آي (صوفا) تابعة للسرب 201 تحلق بجوار إف-35 (أدير)
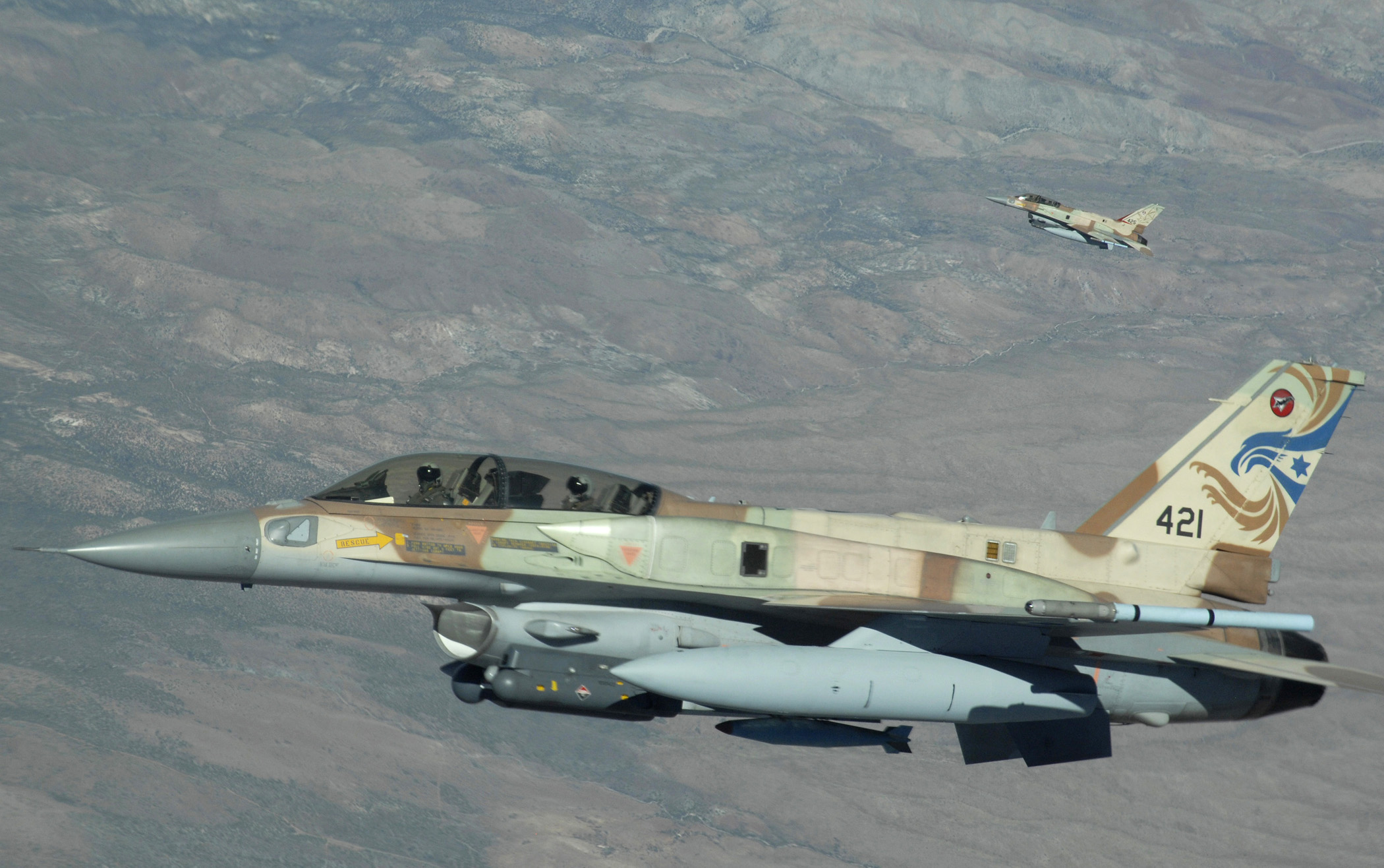
طائرتا إف-16 آي (صوفا) تابعة للسرب 201 خلال مناورات العلم الأحمر، نيفادا